# Municipio di Bruges
Il  Palazzo Comunale (neerlandese: Stadhuis) di Bruges, in Belgio, sorge sull'antica piazza del Burg, ove si affacciano altri notevoli monumenti cittadini.
È il più antico palazzo pubblico del Belgio e uno dei massimi esempi dello stile gotico brabantino.

## Storia e descrizione

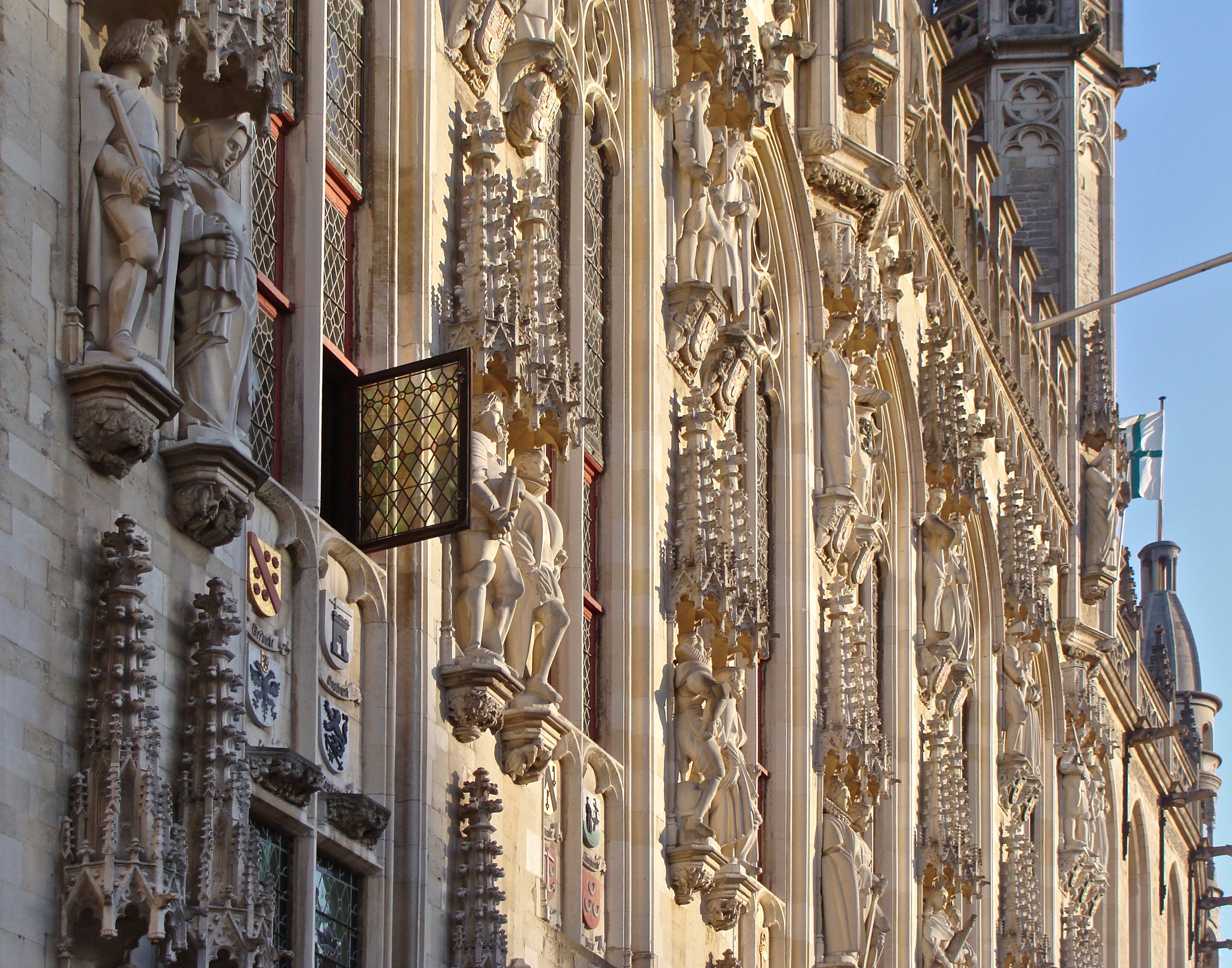
Particolare della ricca facciata

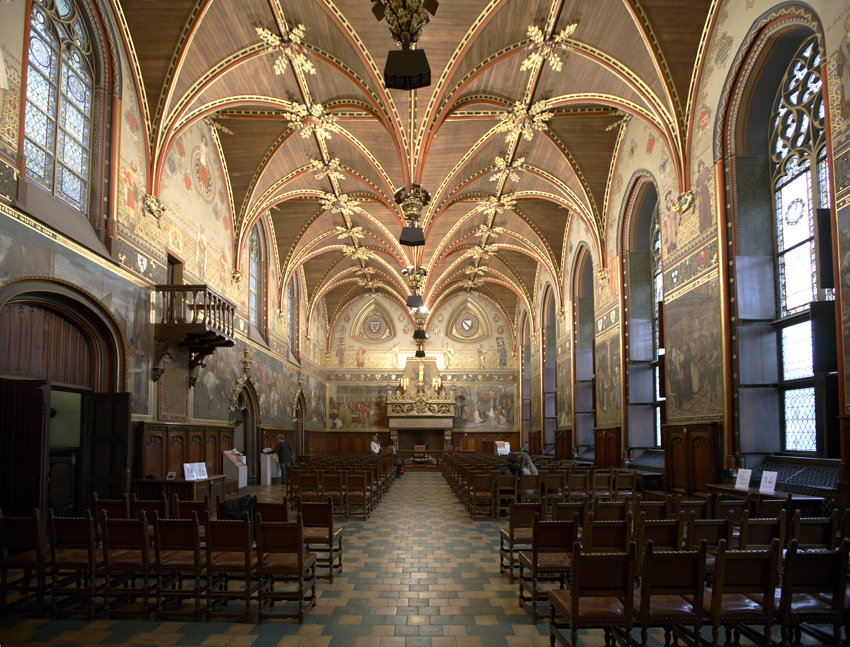
La "Sala Gotica"

Dopo l'incendio del 1280 che colpisce il Belfort di Bruges, si decide di costruire una sala pubblica ove si possano riunire gli scabini della città. Sulla vicina piazza del Burg sorgeva il vecchio Ghyselhuus, antico palazzo dei Conti divenuto prigione e poi in disuso. 
Nel 1376 Luigi di Male, ultimo conte di Fiandra, ordina la demolizione del vecchio edificio per far posto a un vero e proprio Scepenhuus, Palazzo degli Scabini. La costruzione venne commissionata all'Architetto di Città Jan Roegiers, che lo portò a termine nel 1421. La Sala cittadina di Bruges è il primo monumentale municipio gotico delle Fiandre e del Brabante, testimonianza della prosperità economica e politica della città nel corso del XIV secolo.
Si presenta come un reliquiario, incentrato sulla mirabile facciata in pietra. Il prospetto si sviluppa su da due ordini di finestre-vetrate, crociate al pianterreno e bifore al piano superiore. La corona un parapetto merlato gotico, da cui si elevano tre snelle torrette cuspidate, e un alto tetto a capanna aperto da abbaini. Un'opulenta decorazione gotica di rilievi, baldacchini e statue, avvolge i volumi. Le sculture, rappresentanti personaggi storici, i Dodici Mesi e i Quattro Elementi, vennero distrutte dalla Rivoluzione francese e rifatte nel XIX secolo. Alcuni elementi autentici di queste sculture sono conservati nelle collezioni del Museo Civico. La sua ricca facciata ha ispirato i vari architetti nella costruzione dei grandi municipi di Bruxelles, Gent, Lovanio e Oudenaarde.
Nel corso del XVII e XVIII secolo il Municipio venne notevolmente ampliato verso sud e nel 1766 l'ingresso sinistro, originariamente aperto nella prima campata sinistra, venne spostato per renderlo simmetrico all'altro. 
Nel 1887 un incendio devastò gli interni e tra il 1895 e il 1905 l'architetto Louis Delacenserie e il pittore Jean-Baptiste Bethune intrapresero i grandi lavori di restauro-ristrutturazione, condotti con un certo gusto neogotico. La volta in pietra del salone al piano terra, risalente al 1766, venne allora sostituita con una struttura di "storicizzazione" in legno sorretto da quattro colonne composte che dividono la sala in due navate. Al piano superiore, che era diviso in più sale di diverse dimensioni, si volle creare un'unica grande sala sacrificando le secondarie per ampliare quella del Consiglio, conosciuta da allora come Sala Gotica. La doppia volta lignea a crociere è quella originale del 1402, che venne restaurata. Infatti solo le prime due campate orientali della volta vennero rifatte nel XIX secolo come addizione di ampliamento. Le chiavi di volta contengono medaglioni circolari e quadrilobati con scene del Nuovo Testamento, dei profeti, evangelisti e santi. I capitelli sono decorati con Allegorie, delle stagioni, dei mesi e degli elementi naturali. La ricca decorazione parietale è opera neogotica seguita alla ricostruzione dall'incendio. Concepita per competere con la decorazione della facciata, presenta affreschi con scene della Storia di Bruges, dipinte da Albrecht De Vriendt e un monumentale camino neogotico.